# Autorretrato (Lawrence Alma-Tadema)
Autorretrato de Lawrence Alma-Tadema, datado de 1896, é uma obra emblemática que integra a prestigiosa coleção de autorretratos da Galleria degli Uffizi, em Florença. Executado em óleo sobre tela, com dimensões de 65,7 × 52,8 cm, o retrato foi doado pelo próprio artista à galeria, consolidando sua presença no panteão dos grandes mestres da pintura europeia.

## Composição e Estilo
Neste autorretrato, Alma-Tadema se apresenta em um enquadramento intimista, com o busto levemente voltado para a direita e o olhar direto ao espectador. A composição é marcada por uma sobriedade cromática, predominando tons escuros que conferem profundidade e seriedade à imagem. O fundo neutro destaca a figura do artista, enfatizando sua expressão contemplativa e introspectiva.
A técnica empregada revela o domínio do artista sobre o chiaroscuro, utilizando contrastes sutis de luz e sombra para modelar o rosto e sugerir volume. A iluminação incide suavemente sobre o lado esquerdo do rosto, acentuando as feições e transmitindo uma sensação de tridimensionalidade.

## Contexto e Significado
Realizado no auge da carreira de Alma-Tadema, o autorretrato reflete não apenas sua habilidade técnica, mas também sua identidade como artista e intelectual da era vitoriana. Conhecido por suas representações idealizadas da Antiguidade Clássica, este retrato pessoal contrasta com suas obras mais conhecidas, oferecendo uma visão mais direta e pessoal de sua figura.
A inclusão deste autorretrato na coleção da Uffizi insere Alma-Tadema em uma tradição de mestres que, ao longo dos séculos, contribuíram para o acervo da galeria, estabelecendo um diálogo entre diferentes épocas e estilos artísticos.